# (3817) Lencarter
(3817) Lencarter es un asteroide perteneciente al cinturón de asteroides, descubierto el 25 de junio de 1979 por Eleanor F. Helin y el también astrónomo Schelte John Bus desde el Observatorio de Siding Spring, Nueva Gales del Sur, Australia.

## Designación y nombre
Designado provisionalmente como 1979 MK1. Fue nombrado Lencarter en homenaje a "Leonard J. Carter", Secretario General de la Sociedad Interplanetaria Británica.